# Gedser Kirke
Gedser Kirke är Danmarks sydligaste kyrka och ligger i orten Gedser på den södra spetsen av ön Falster i Region Själland. Kyrkan tillhör Gedser Sogn i Falster Provsti.

## Kyrkobyggnaden
Kyrkan uppfördes åren 1914-1915 av arkitekterna Peder Vilhelm Klint och Carl Andersen och invigdes på palmsöndagen 1915. Kyrkan är av blekgult tegel och består av ett långhus med ett halvcirkelformat kor i sydväst och ingång i nordost. Vid ingången finns ett snedställt torn i öster. I det runda korets kupolvalv finns en fresk utförd 1925 av Elof Risebye. Fresken bär titeln "Så älskade Gud världen." (Johannes 3:16)

## Inventarier
- Dopfunten av granit är utformad av kyrkans arkitekt Peder Vilhelm Klint.
- På altarbordet står en sjuarmad ljusstake utformad av Peder Vilhelm Klint.
- Ett votivskepp är skänkt till kyrkan 1923.
- Kyrkklockan är från 1915 och bär inskriften "Kom, for nu er det rede" som är hämtad från Jesu liknelse om det stora gästabudet. (Lukas 14:17)